# Neuer Garten
Der Neue Garten gehört wie Park Babelsberg und Park Sanssouci zu dem Ensemble der Potsdamer Schlossparks. Bei dem Areal handelt es sich um ein 102,5 Hektar großes Parkgelände, das im Norden Potsdams an den Heiligen See und den Jungfernsee grenzt. Friedrich Wilhelm II. ließ ab 1787 auf diesem Areal einen neuen Garten anlegen, der sich vom barocken Park Sanssouci abheben sollte.

## Der Garten

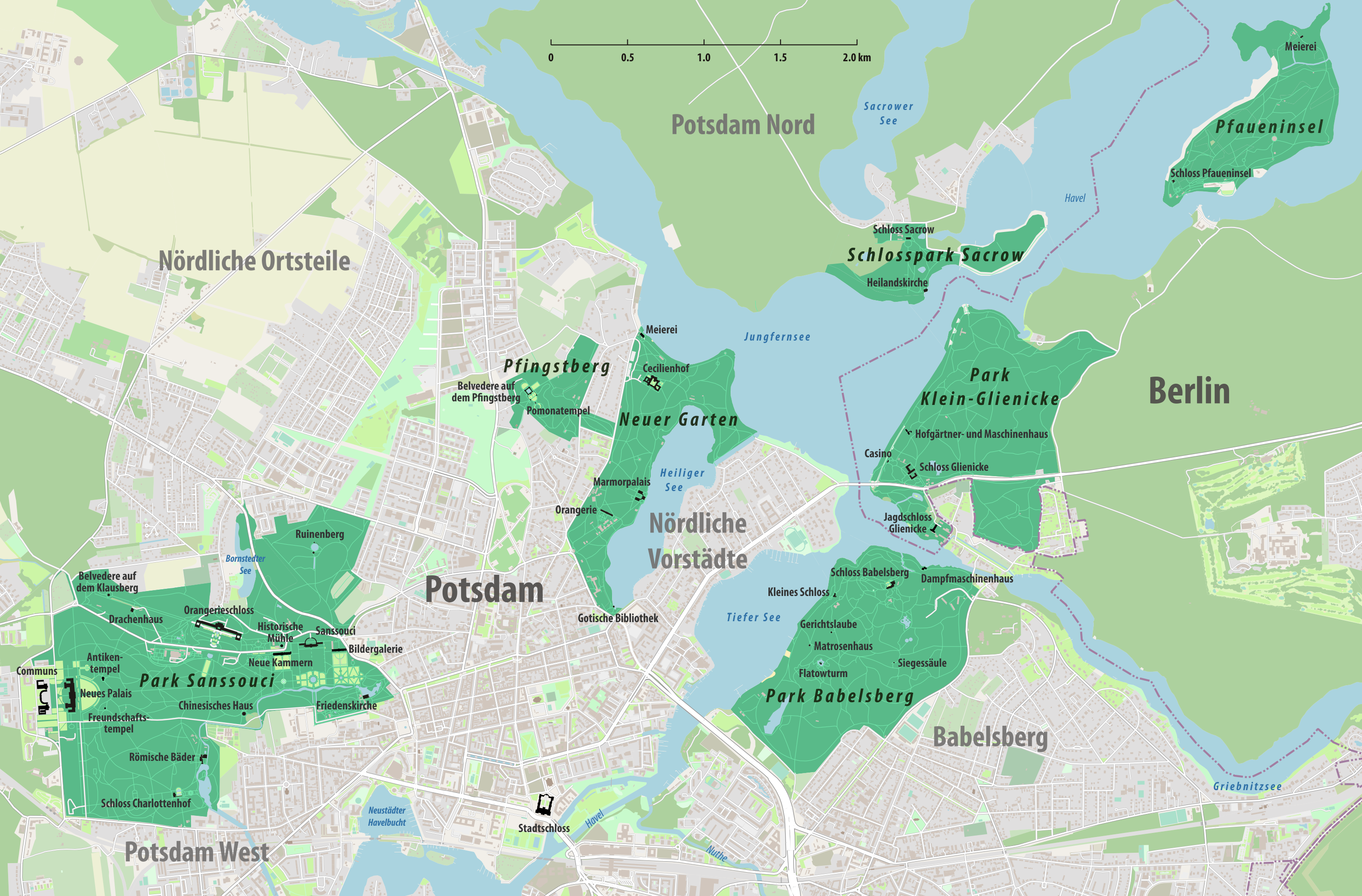
Der Neue Garten bildet zusammen mit dem Pfingstberg und Sacrow den nördlichen Abschluss der Potsdamer Schlossparklandschaft

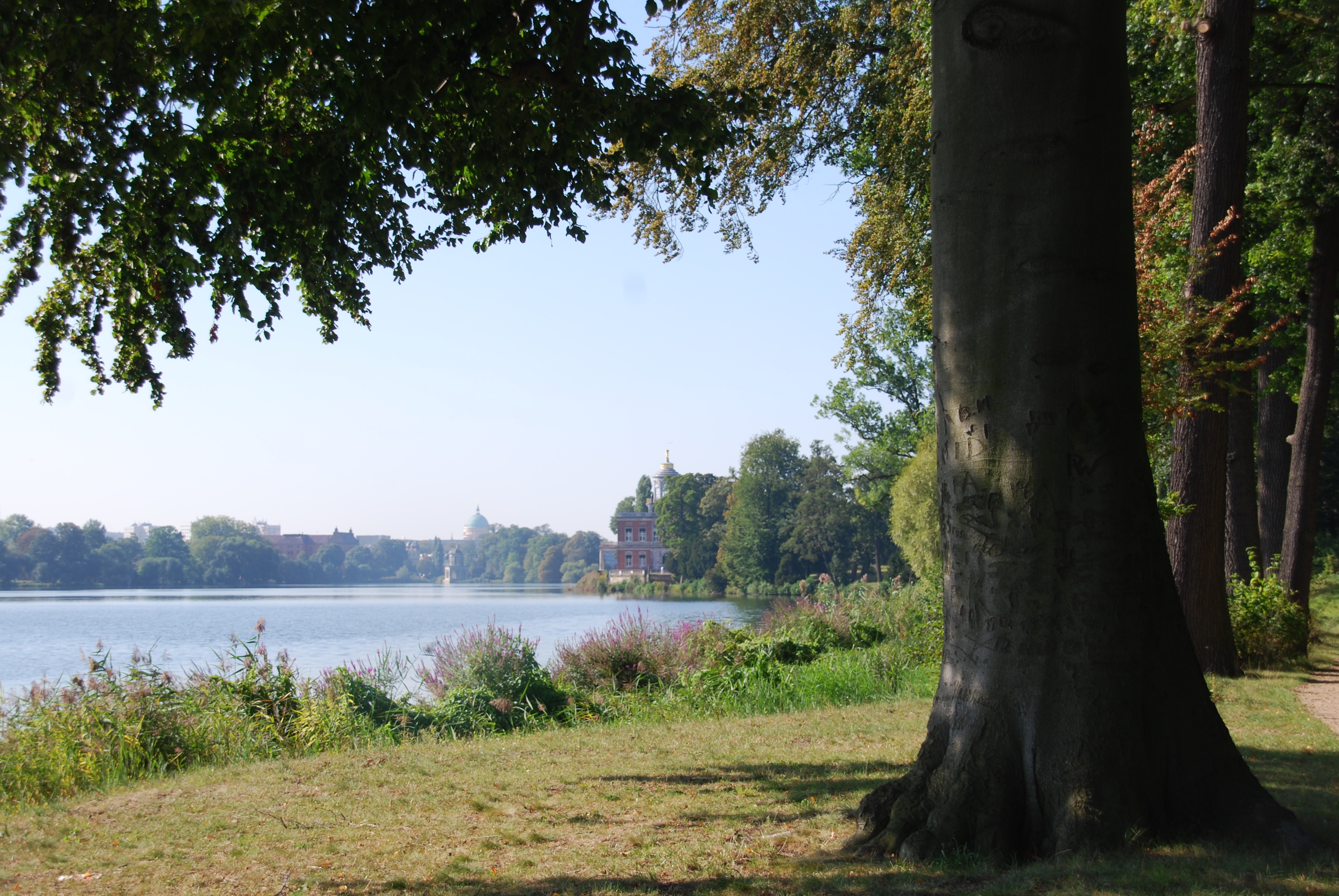
Heiliger See

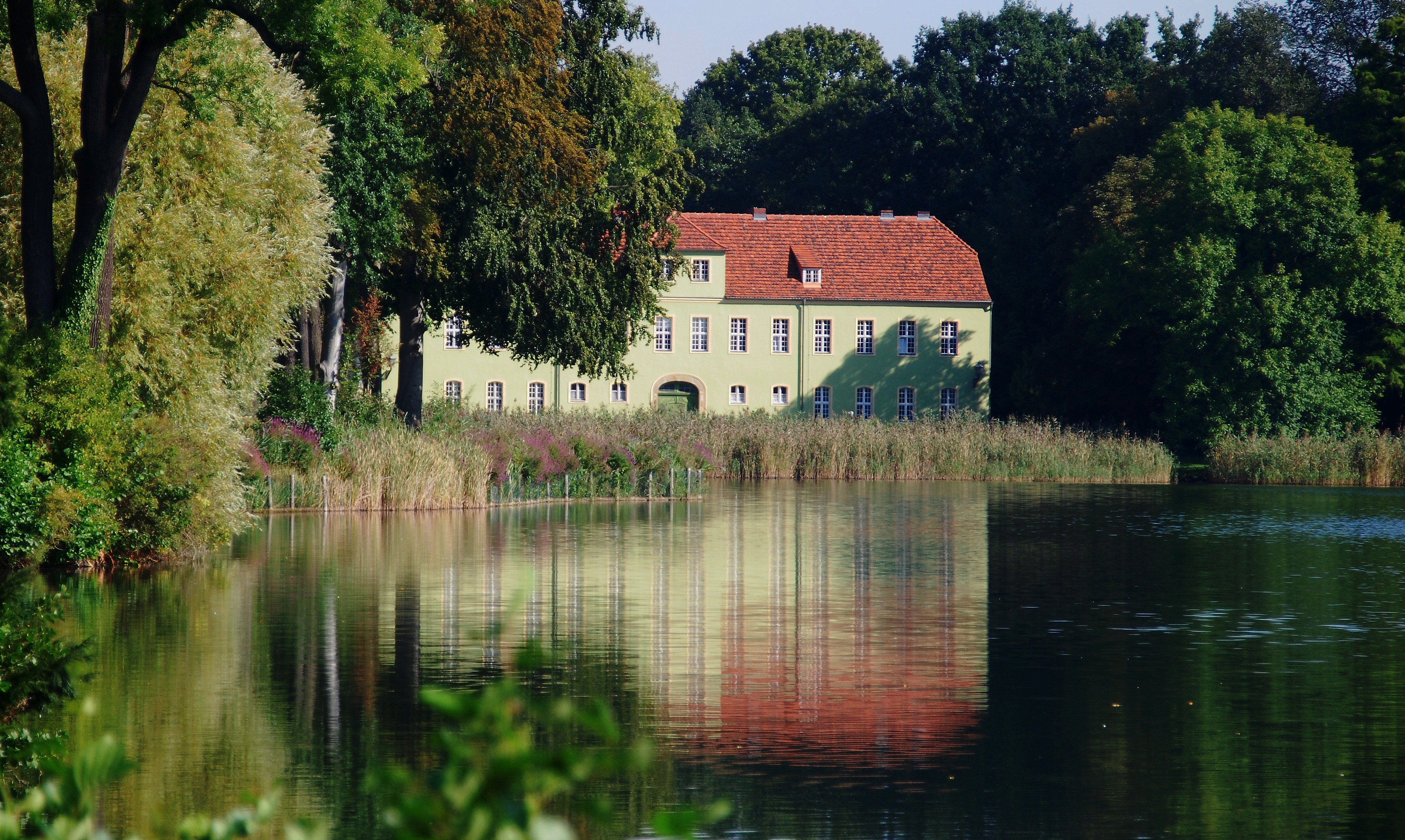
Heiliger See mit dem Grünen Haus

Bereits in seiner Kronprinzenzeit erwarb Friedrich Wilhelm II. das Grundstück eines Kaufmanns am Heiligen See, das durch Ankauf angrenzender Obst- und Weingärten im Laufe der Zeit vergrößert wurde. Ein Jahr nach seinem Regierungsantritt begannen die Arbeiten an der Anlage. Der Park sollte dem Zeitgeist entsprechend ein gartenarchitektonisch modernes Bild wiedergeben und sich von den überholten Formen des alten barocken Zier- und Nutzgartens Sanssouci Friedrichs des Großen abheben; die Namensgebung als Neuer Garten bezieht sich programmatisch darauf.
Durch Reisen in das kleine Fürstentum Anhalt-Dessau waren dem König die Wörlitzer Anlagen bekannt. Dieser früheste und größte Landschaftsgarten nach englischem Muster auf dem europäischen Kontinent entsprach seinem Ideal in der Gartengestaltung. Für die Umsetzung dieses Ideals wurde der Wörlitzer Gärtner Johann August Eyserbeck verpflichtet.
Im Unterschied zum weitläufigen englischen Landschaftsgarten des 19. Jahrhunderts, dessen Hauptelemente Baum, Wiese und Wasser waren, gliederte sich der Garten nach englischem Vorbild Ende des 18. Jahrhunderts durch relativ abgeschlossene Gartenpartien, geschmückt durch kleine Gartenarchitekturen. Der freien Natur nachgebildet, betonte man in der Gestaltung den landschaftlichen Charakter. Die Bäume und Pflanzen sollten ungeschnitten in freier Wuchsform natürlich erscheinen.
Auch das ländliche Leben wurde wiederentdeckt. Weidende Kühe gehörten zum Bild des Neuen Gartens, deren Milch in der am nördlichsten Zipfel des Parks gelegenen Meierei zu Butter und Käse verarbeitet wurde. Die schon seit vor der Anlage des Parks existierenden und darin mit einbezogenen Bunten Häuser, die nach ihrer Außenfarbe Graues, Braunes, Weißes, Rotes und Grünes Haus genannt werden, konnten die Zeiten überdauern und zählen auch heute noch zum Bestand des Neuen Gartens.
1816 kam Peter Joseph Lenné, in diesem Jahr noch Gartengeselle, nach Potsdam. Er bekam die Aufgabe, den inzwischen verwilderten Garten umzugestalten. Unter Beibehaltung einiger Einzelpartien schuf er einen englischen Landschaftspark mit weiten Gartenräumen, Wiesenflächen und breiten Wegen, vor allem aber Sichtachsen zur Pfaueninsel, Glienicke, Babelsberg und Sacrow.

## Die Bauten im Neuen Garten

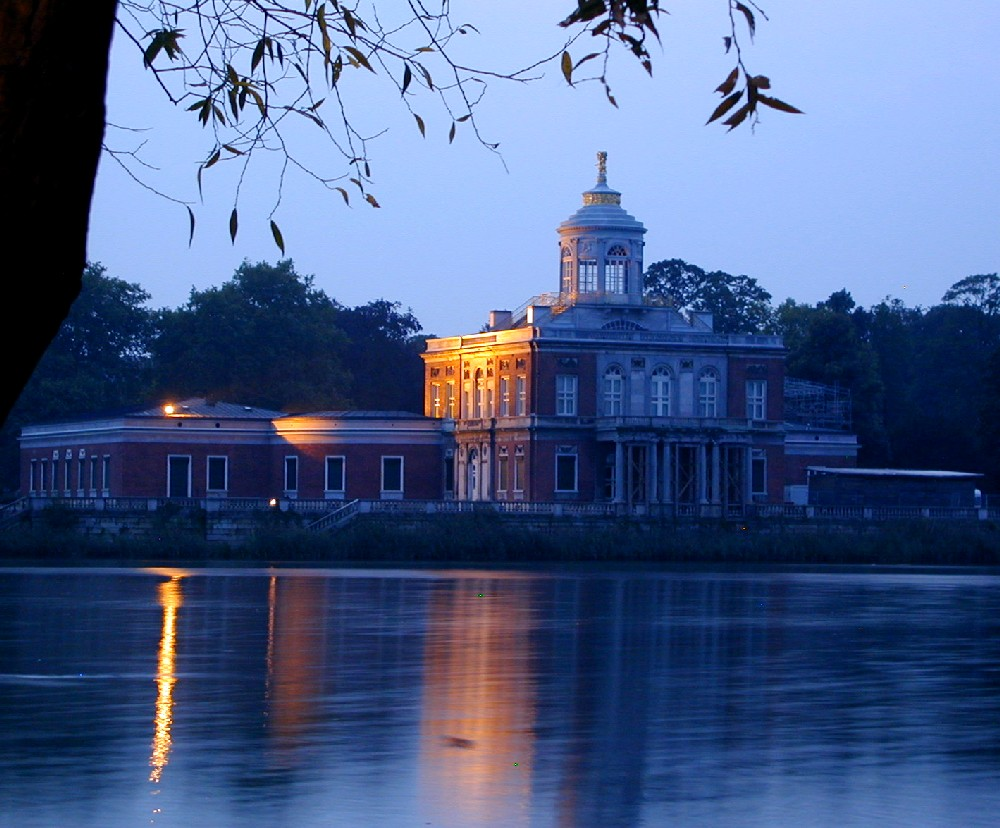
Das Marmorpalais

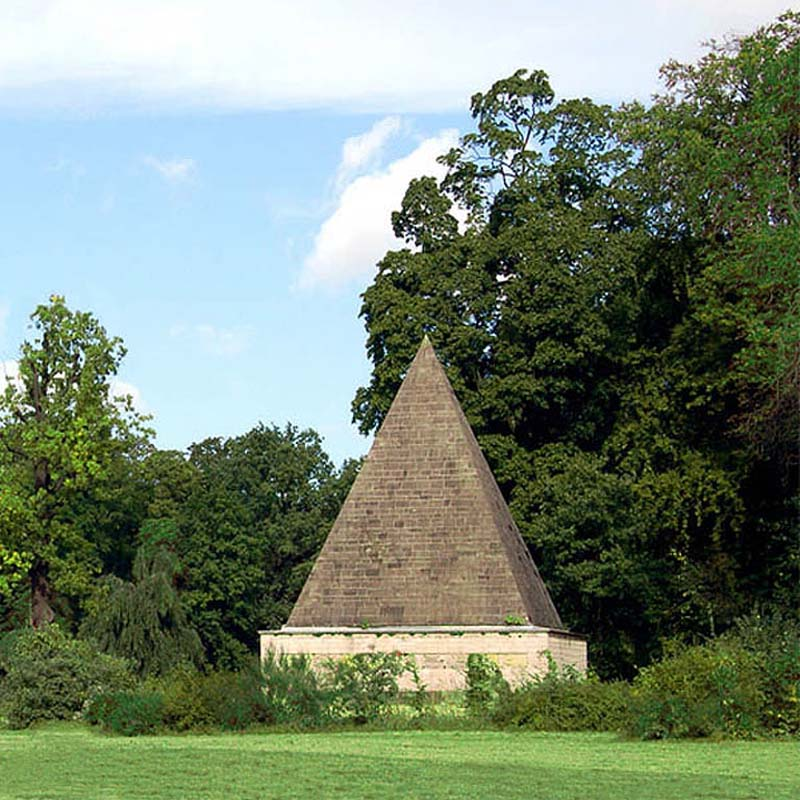
Eiskeller in Form einer Pyramide

Mit der Anlage eines neuen Gartens in Potsdam ließ sich Friedrich Wilhelm zur selben Zeit, in den Jahren 1787–1793, ein neues Schloss errichten. Nach Plänen Carl von Gontards und Carl Gotthard Langhans’, der vor allem für den Innenausbau verantwortlich war, entstand das Marmorpalais, ein Werk im Stil des Frühklassizismus. Mit diesem Gebäude hielt die im übrigen Europa längst verbreitete Stilrichtung auch in Berlin-Brandenburg Einzug und leitete den künstlerischen Epochenwechsel ein.

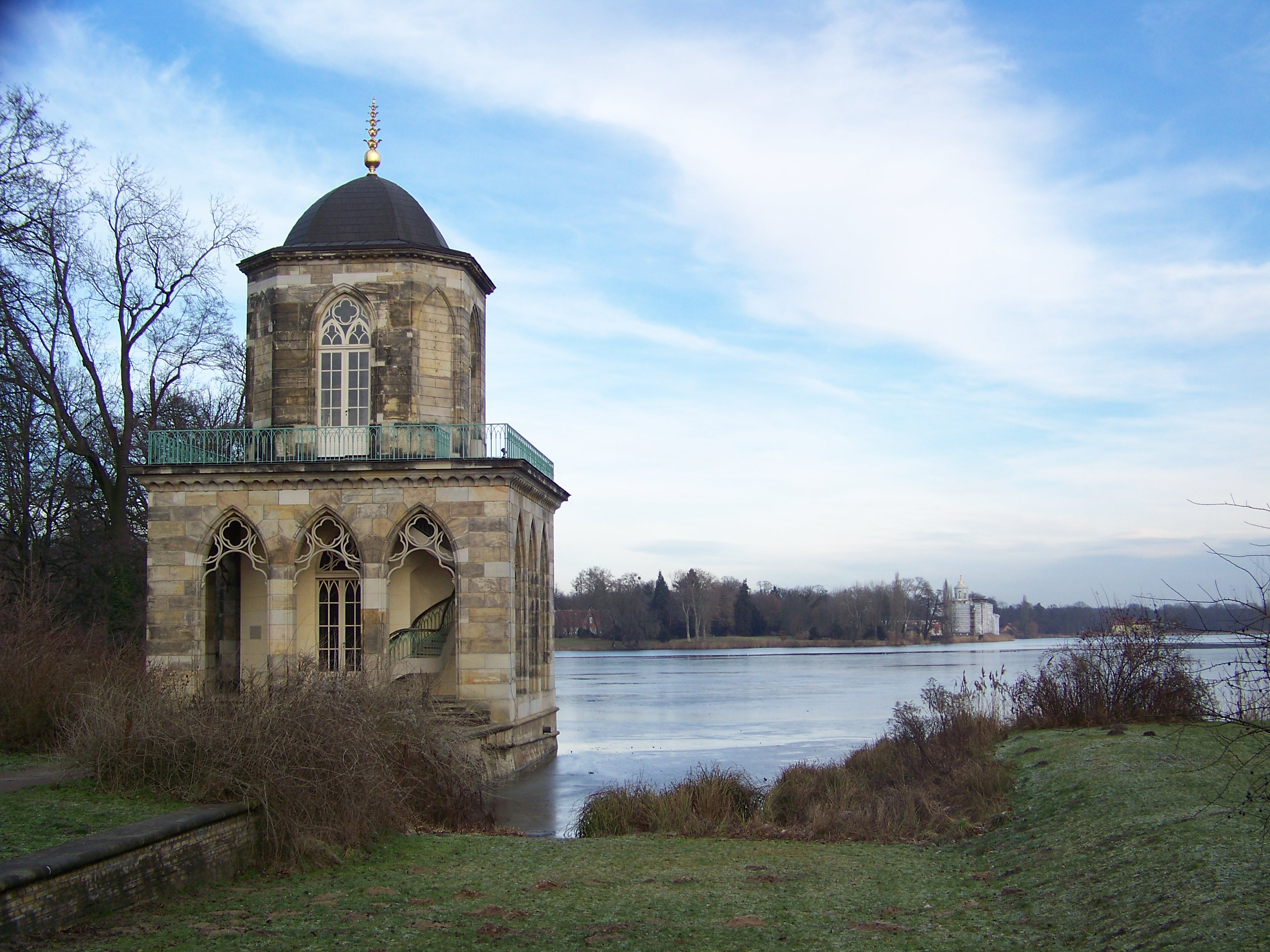
Gotische Bibliothek

Friedrich Wilhelm II. gehörte einer Loge der Freimaurer und dem eher mystisch orientierten Geheimbund der Rosenkreuzer an. In einigen Gebäuden des Neuen Gartens spiegeln sich Bedeutungsinhalte der Freimaurerei wider. So wurde die Schlossküche in Form einer Tempelruine, der Eiskeller als Pyramide und die Bibliothek im Stil der Gotik gebaut. Die Architektur stand in keinem Zusammenhang mit der eigentlichen Zweckbestimmung. Carl Gotthard Langhans und Andreas Ludwig Krüger schufen diese aus einer anderen Zeit entnommenen Zweckbauten.
Der Eiskeller, 1791/92 als Pyramide nördlich in der Sichtachse des Marmorpalais errichtet, diente zum Frischhalten der Lebensmittel. Im Winter wurde dem nahen Heiligen See Eis entnommen und in der untersten Etage des circa 5 Meter in den Boden gehenden Kellers gelagert. Die Pyramide wurde 1833 in der Regierungszeit von Friedrich Wilhelm III durch den Baumeister Albert Dietrich Schadow umfassend umgebaut, wobei vom Ursprungsbau nur noch einzelne Werksteine mit Hieroglyphen weiter verwendet wurden.
Am Südende des Neuen Gartens steht die Gotische Bibliothek. Der kleine, zweistöckige Pavillon beherbergte die Büchersammlung Friedrich Wilhelms II. Im unteren Bereich befanden sich die französischen Werke, im oberen die deutsche Literatur. Im Gegensatz zu seinem Vorgänger Friedrich dem Großen, der alles Französische bevorzugte, förderte Friedrich Wilhelm II. die deutsche Kunst. An preußischen Theatern durften nun Stücke von Friedrich Schiller und Gotthold Ephraim Lessing aufgeführt werden.

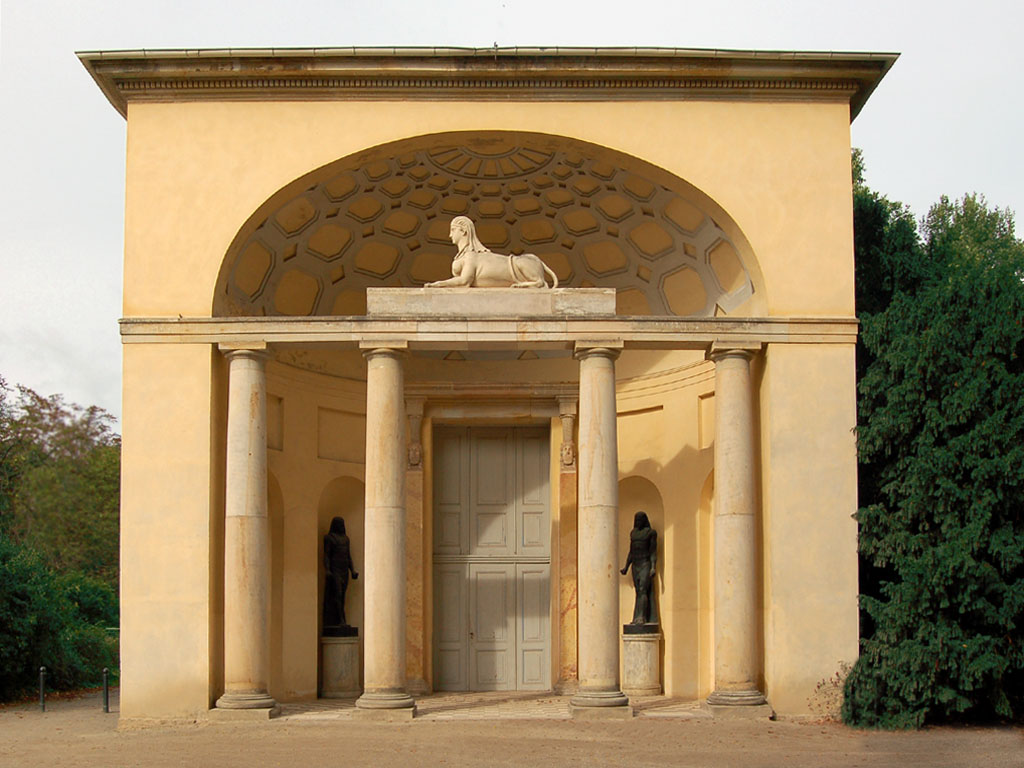
Ägyptisches Portal an der Orangerie

Die Orangerie (1791/93) mit dem Ägyptischen Portal an der Ostseite wird von einem Sphinx bewacht. In Wandnischen des halbrunden Eingangsbereichs stehen zwei schwarz gefärbte Statuen ägyptischer Götter aus der Werkstatt des Bildhauers Johann Gottfried Schadow. Im Mittelteil des langgestreckten Gebäudes befindet sich der holzgetäfelte Palmensaal. Hier fanden öffentliche Konzerte statt, bei denen der musische König selbst Cello spielte. Nach Osten und Westen schließen sich die Pflanzenhallen an.

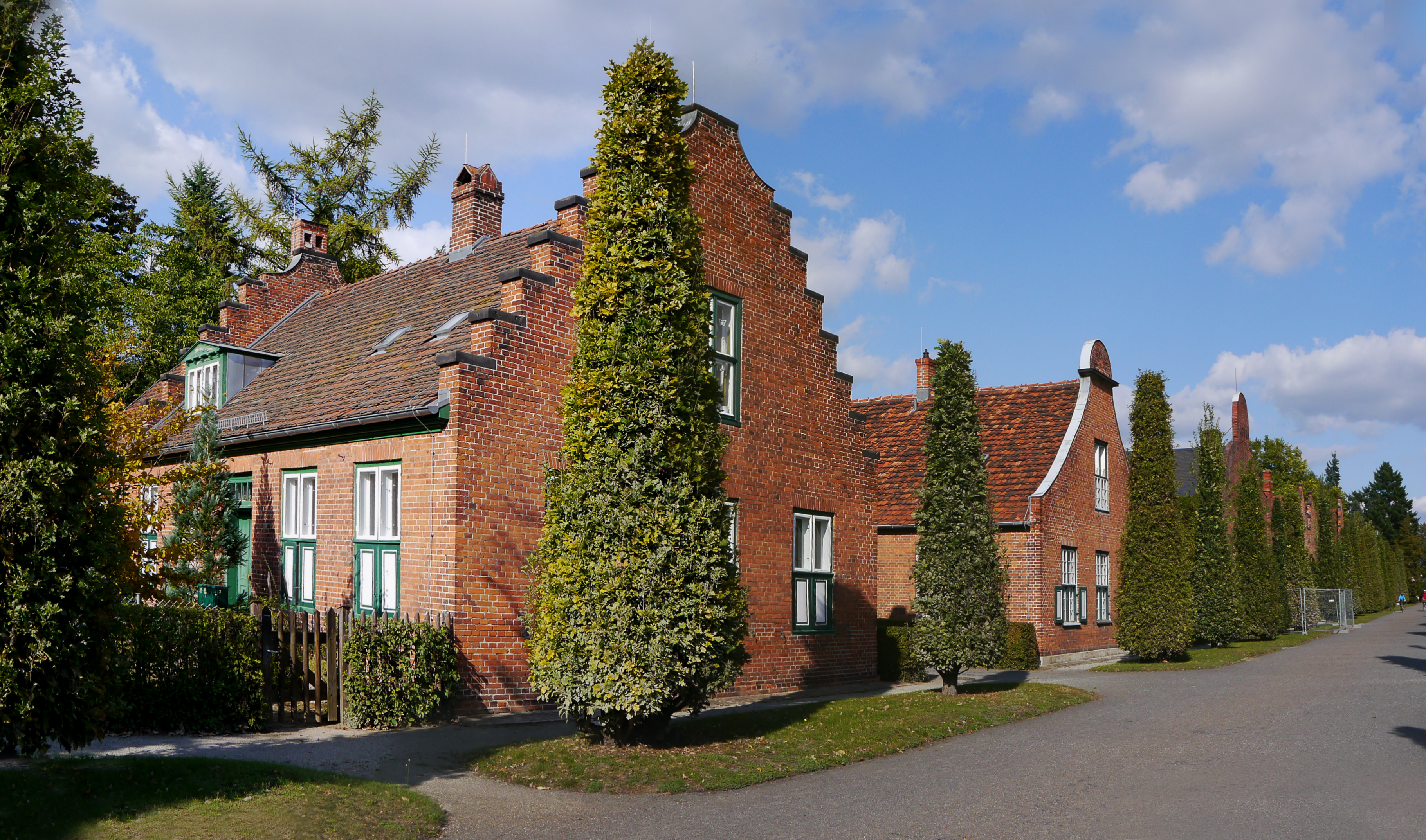
Häuser des Holländischen Etablissements

Friedrich Wilhelm II. ließ sein Refugium entlang der Westseite mit einer hohen Mauer umgeben. Den Haupteingang zum Park im Südwesten flankieren zwei Torhäuser im niederländischen Baustil. In ihnen befanden sich unter anderem Ställe und Remisen. An der schnurgerade weiterführenden Allee zum Marmorpalais reihen sich rote Backsteinhäuser, ebenfalls in holländischen Bauformen. Dieses sogenannte Holländische Etablissement diente als Wohnstätte für Bedienstete, aber auch als reizvolle Kulisse vom Heiligen See aus.
Eine Crystall- und Muschelgrotte am nördlichen Ende des Neuen Gartens entstand 1791/92 nach Entwurfszeichnungen Andreas Ludwig Krügers. Der Aufenthaltsort für warme Sommertage sollte nach außen wie von der Natur erschaffen wirken. Die drei Kabinette im Innern wurden mit Spiegeln, farbigen Glasarbeiten und Muscheln ausgeschmückt. Die 1796 in der Nähe errichtete kleine Borkenküche, 1958 wegen Baufälligkeit abgetragen, wurde 2012 wiedererrichtet. Das runde Waldhäuschen ist mit Schilfrohr gedeckt und mit Eichenrinde verkleidet.

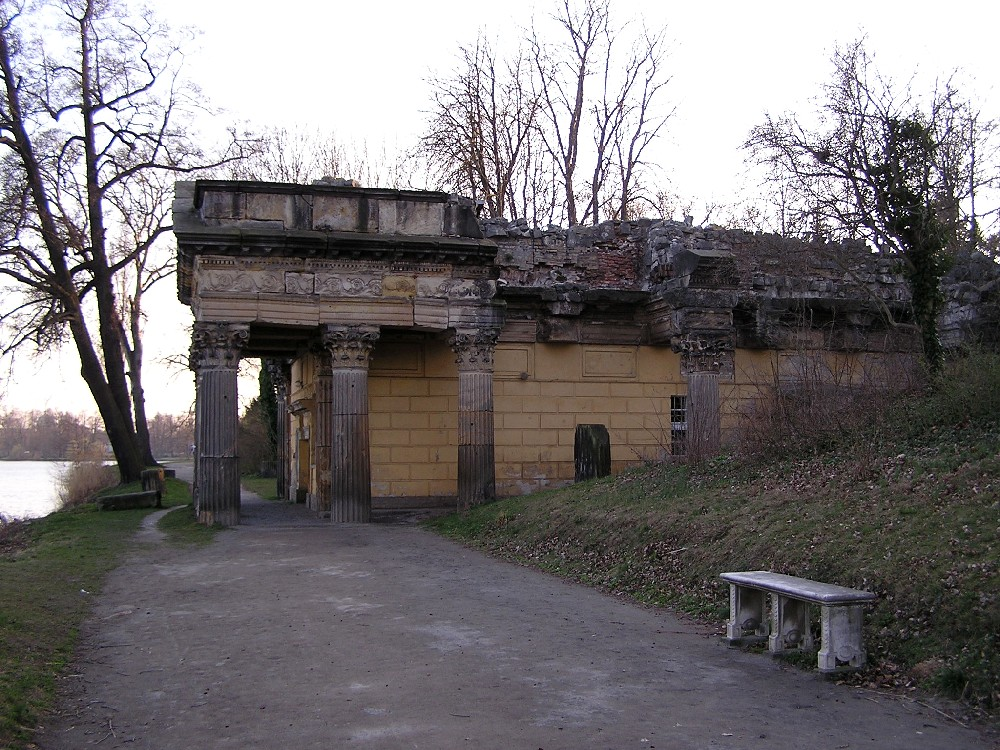
Schlossküche in Form einer Tempelruine

Die Schlossküche (1788/90) in Form einer künstlichen Ruine, unterhalb der Freitreppe des Marmorpalais gelegen und mit diesem durch einen unterirdischen Gang verbunden, zeigt nur ihre Vorderfront zum See. Es scheint, als sei sie ein von Erdmassen verschütteter halbversunkener Tempel.

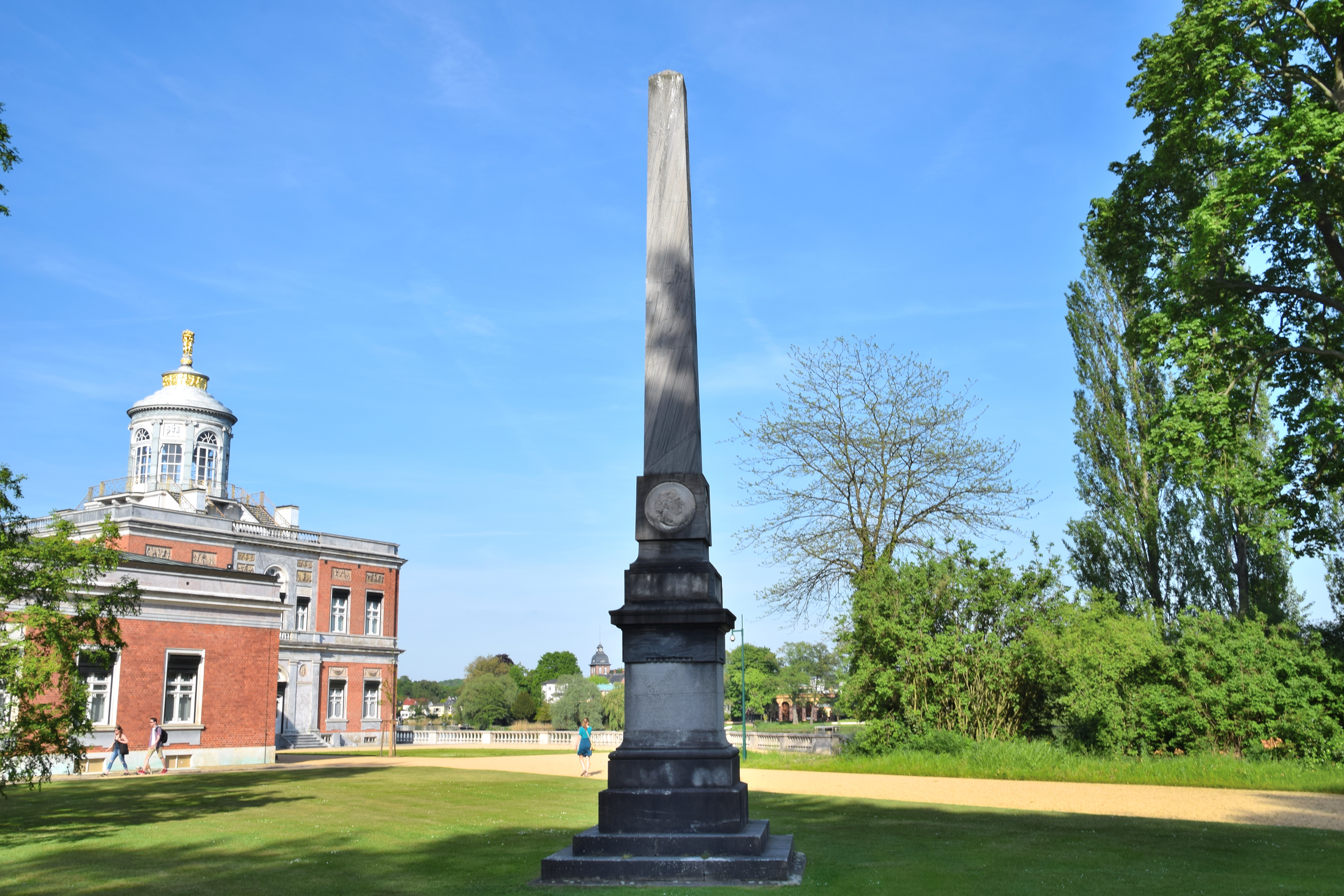
Der Obelisk am Ende der Hauptallee des Neuen Gartens.

Der Obelisk (1793/94) wurde aus blaugrauem Marmor nach einem Entwurf von Carl Gotthard Langhans errichtet. Die vier Reliefmedaillons wurden von den Gebrüdern Wohler und Johann Gottfried Schadow gearbeitet und stellen Männerköpfe in verschiedenen Lebensaltern dar. Diese sollen die vier Jahreszeiten symbolisieren.

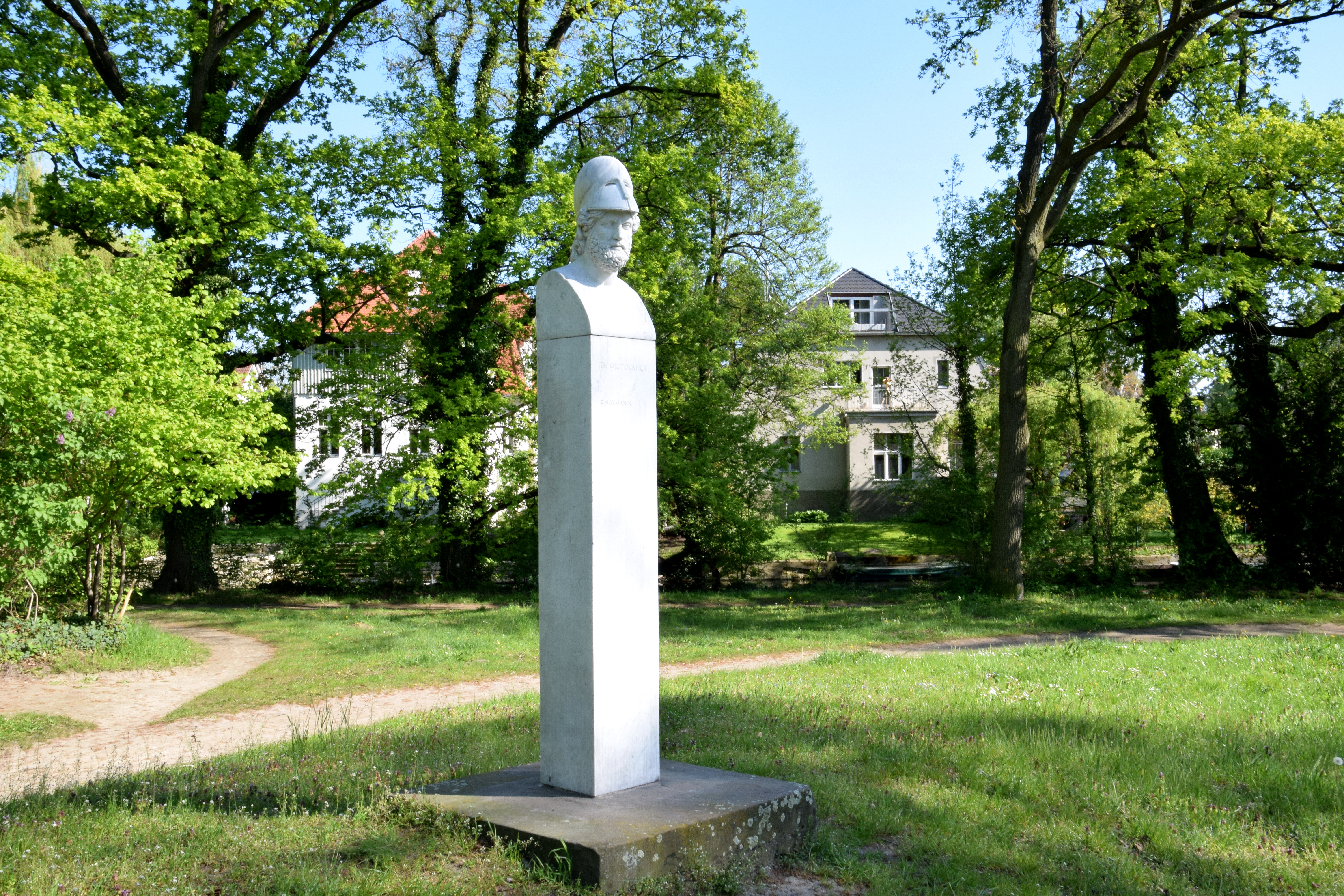
Die Themistokles-Herme am Ostufer des Heiligen Sees.

Die Themistokles-Herme wurde nach einem antiken Original aus weißem Marmor gefertigt. Sie zeigt die Büste des griechischen Feldherrn Themistokles. Sie wurde Anfang August 1790 von Friedrich Wilhelm Erdmannsdorff (* 1736; † 1800) für König Friedrich Wilhelm II. (* 1744; † 1797) in Italien bei Ostia (Ausgrabungsort) erworben. 1791 traf diese dann in Potsdam ein und wurde 1792 mit einem neuen, unbekannten Kopf versehen. Anschließend ist sie auf der Landbrücke zwischen dem Heiligen See und Havel, schräg gegenüber dem Marmorpalais, bis 1830 aufgestellt worden. Nach ihrer Überführung 1830 in das Museum wurde die Herme mit einer Nachbildung des „Strategenkopfes“ versehen. Ab 1945, nach dem Zweiten Weltkrieg, war die Büste verschollen. Eine neue Kopie der Herme und der für lange Zeit mit ihr verbundene „Strategenkopf“ wurde im Jahr 1993 wieder dort aufgestellt, wo die originale Herme zwischen 1792 und 1830 im Neuen Garten stand.

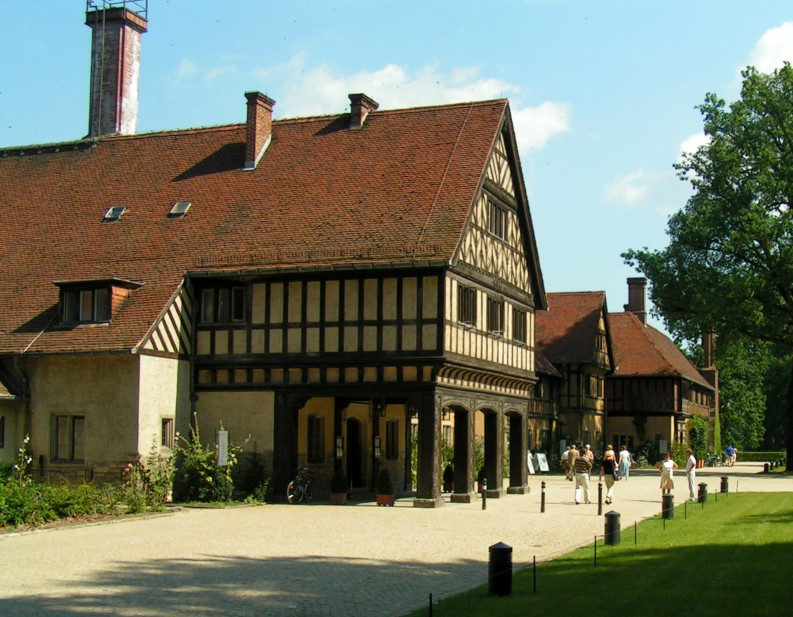
Schloss Cecilienhof

Über hundert Jahre später, am Ende der Regierungszeit Kaiser Wilhelms II., entstand im Neuen Garten der letzte Schlossbau der Hohenzollern. In den Jahren 1913 bis 1917 wurde Schloss Cecilienhof für Kronprinz Wilhelm und seine Gemahlin Cecilie im Norden des Parks errichtet. Es diente der Familie des Kronprinzen bis Anfang 1945 als Wohnschloss.

## Zusammenfassende Übersicht der Gebäude
Unter König Friedrich Wilhelm II. entstanden in den Jahren 1787–1796 im Neuen Garten:
- Marmorpalais
- Schlossküche in Form einer Tempelruine
- Orangerie
- Gotische Bibliothek
- Pyramide
- Meierei
- Muschelgrotte
- „Holländisches Etablissement“ (Häuser im holländischen Stil)
- Borkenküche, 1796 erbaut, Abriss 1958, Nachbau 2007 bis 2012
- Eremitage, 1796 erbaut, Abriss 1964, Nachbau 2007 bis 2012

Unter Kaiser Wilhelm II. in den Jahren 1914 bis 1917 für Kronprinz Wilhelm erbaut:
- Schloss Cecilienhof

## Verwaltung
Der neue Garten wird heute von der Stiftung Preußische Schlösser und Gärten Berlin-Brandenburg betreut und verwaltet.